# Kidō Senshi Gundam: Senjō no Kizuna

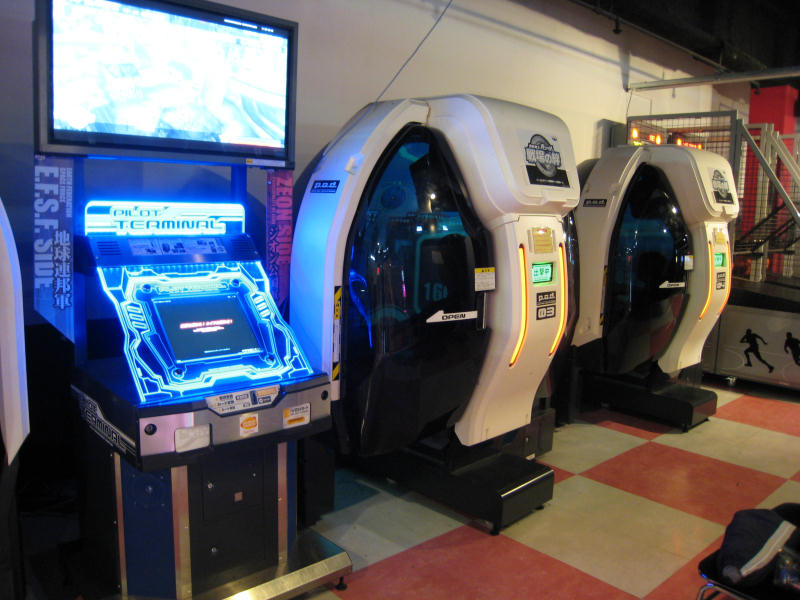
Borne d'arcade

Kidō Senshi Gundam: Senjō no Kizuna (機動戦士ガンダム 戦場の絆, Mobile Suit Gundam: Bonds of the Battlefield) est un jeu vidéo de tir à la première personne développé par Bandai et édité par Namco Bandai Games en novembre 2006 en arcade sur N2 Satellite Terminal et sur System ES1 (révision 3). C'est une adaptation en jeu vidéo de la série basée sur l'anime Mobile Suit Gundam. Il a été porté sur PlayStation Portable,. La borne d'arcade est une cabine de taille imposante équipée d'un écran panoramique incurvé (appelé POD, pour Panoramic Optical Display).

## Portage
- PlayStation Portable : 26 mars 2009, Kidō Senshi Gundam: Senjō no Kizuna Portable